# Rue Colbert (Marseille)
Pour les autres rues Colbert, voir Rue Colbert.
La rue Colbert est une voie des 1er et 2e arrondissements de Marseille. 

## Situation et accès
Elle relie le cours Belsunce à la place Sadi-Carnot nœud de jonction avec de la rue de la République. C'est la dernière des percées haussmanniennes destinées à relier le nouveau port marchand de Marseille au centre-ville.
La ligne 73 de l'ancien tramway de Marseille passait par la rue Colbert. La rue accueille à partir de 2007 la ligne 2 du nouveau tramway, puis à partir de 2015 la ligne 3.

## Origine du nom
Elle porte le nom de Jean-Baptiste Colbert, ministre des Finances sous Louis XIV, en hommage à ses réformes fiscales, et accessoirement en souvenir d'une part à son patronage de la fondation de l'Académie des Sciences, et d'autre part en souvenir de sa visite à Marseille le 5 mai 1669[réf. souhaitée].

## Historique
Le percement de la rue de la « rue Impériale », future rue de la République, durant le Second Empire répond à la nécessité d’une liaison rapide entre l’ancien port, devenu trop petit du fait du développement économique et commercial de la ville, et le nouveau port de la Joliette mis en service en 1853. À partir de la « place Centrale », future place Sadi-Carnot, le projet initial prévoit plusieurs voies rayonnantes dont un axe allant en ligne droite de la nouvelle cathédrale de la Major à l'« allée des Capucines », future allée Léon Gambetta, et aux allées de Meilhan. Mais seul le tronçon entre la rue de la République au cours Belsunce est réalisé,.
La rue Colbert est projetée sous le nom de « rue de l'Impératrice » dès le percement de la rue de la République en 1864. Après la chute du Second Empire et l'avènement de la IIIe République elle devient « rue du Peuple » le 8 janvier 1871 et elle est renommée « rue Colbert », le 16 décembre 1875.

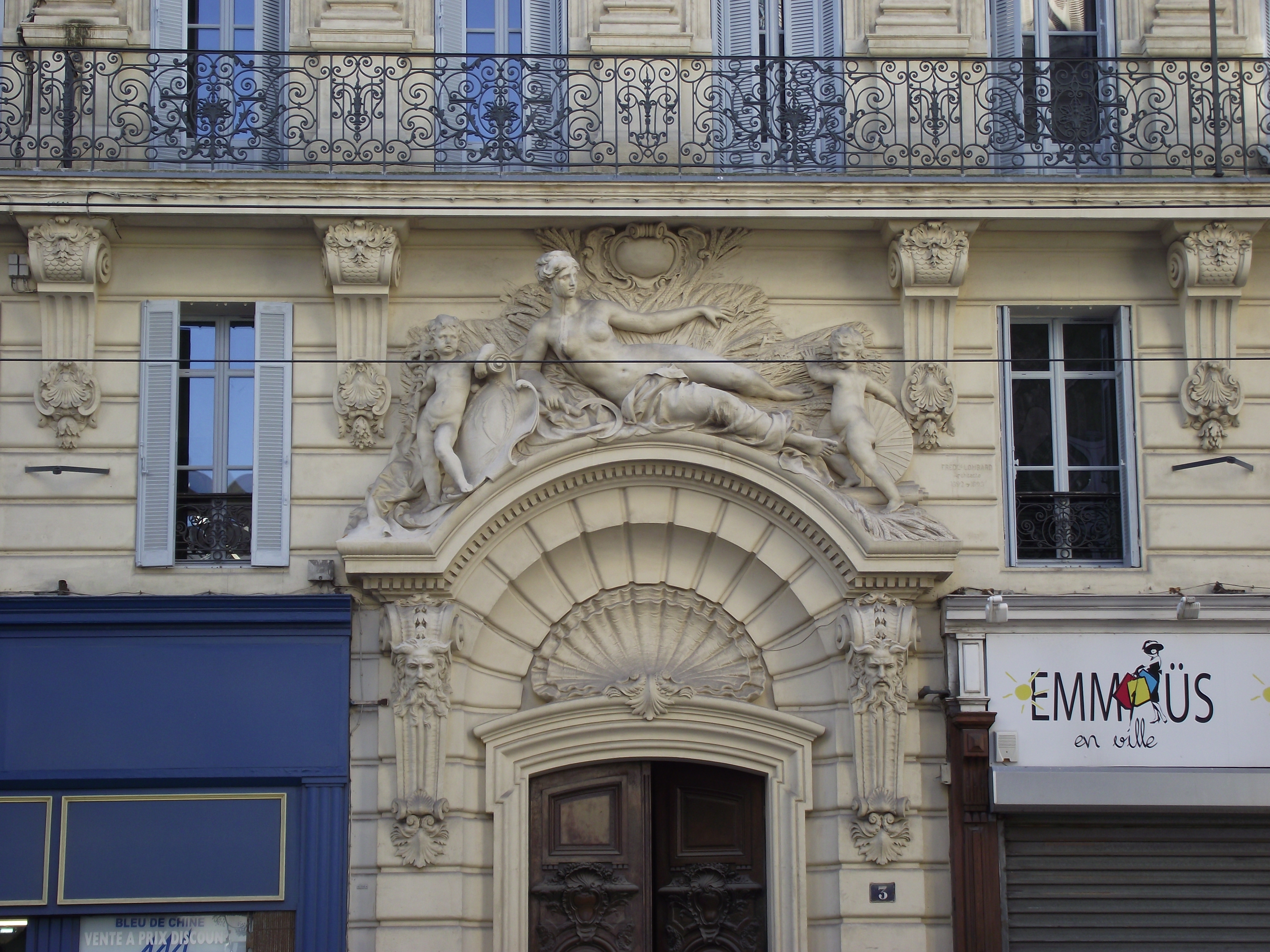
Entrée d'un immeuble haussmannien no 3 rue Colbert

 La création de la rue est approuvée par le Conseil municipal le 23 février 1882. Les travaux débutent en 1886. Cette dernière percée haussmannienne marseillaise va de pair avec la disparition de la promenade du cours Belsunce remplacée en 1891 par une voie de circulation.

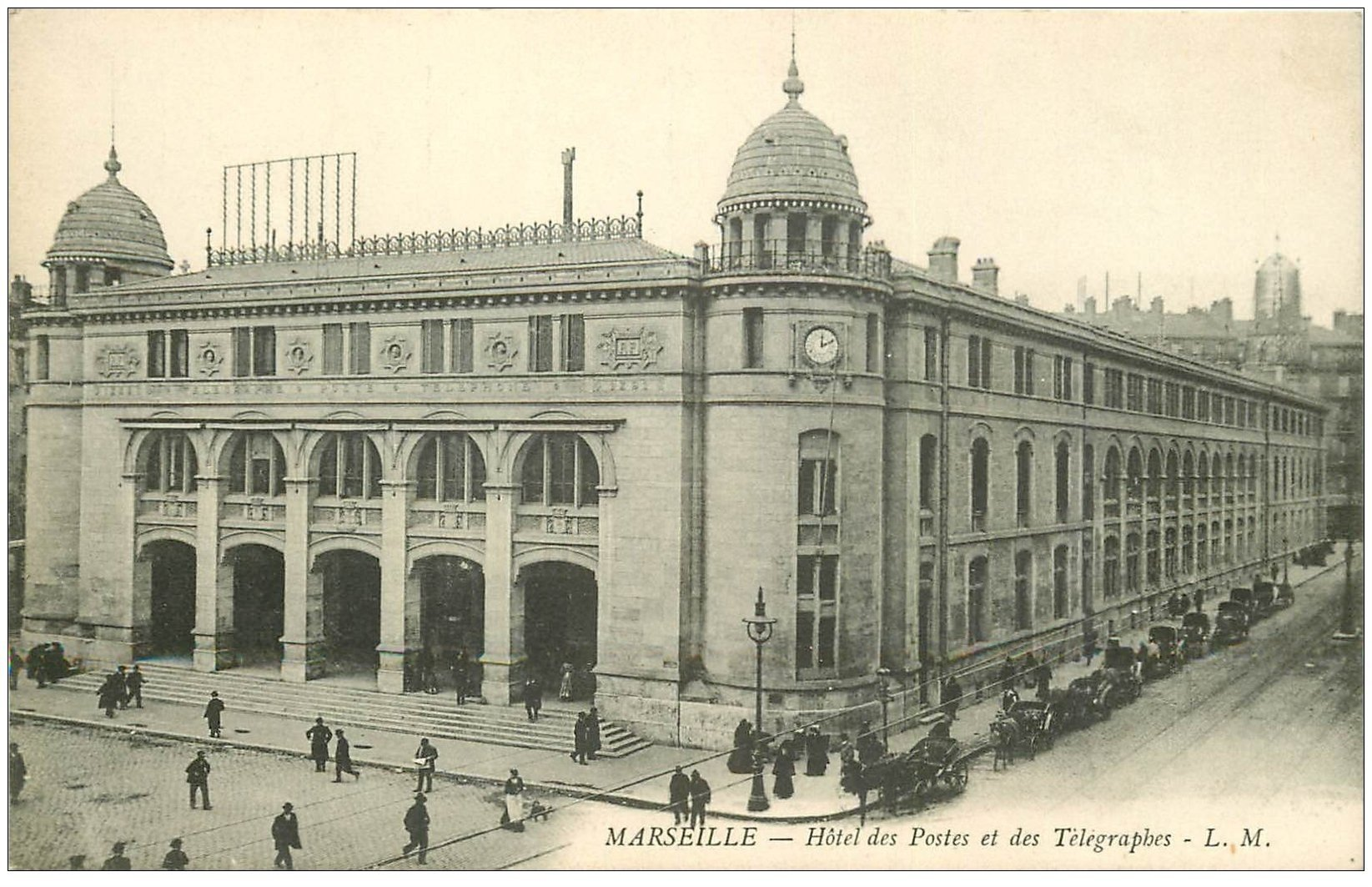
Hôtel des Postes et des Télégraphes, Marseille (probablement avant 1920)

 Elle occasionne aussi la destruction de l’église l'église Saint-Martin, ancienne collégiale de style gothique datant du XIIe siècle.

## Bâtiments remarquables et lieux de mémoire
L'Hôtel des Postes et des Télégraphes, dit Poste Colbert longe la rue Colbert des no 17 à 21, sa façade principale se situant place de l'Hôtel de Postes. Il est construit entre 1889 à 1891 sur des terrains dégagés par la démolition d’immeubles de la vieille ville lors du percement de la rue Colbert. C'est un des derniers édifices monumentaux construits au XIXe siècle à Marseille, qualifié de « joyau de style Art nouveau, post-hausmannien et néo-classique » par l'architecte chargé de sa rénovation.
Le bâtiment, accueillant jusqu’en 2009 le public pour les différents services postaux ferme en 2012, et fait l'objet entre 2017 et 2021 d'importants travaux de restructuration qui ont conservé son aspect extérieur. Il accueille depuis la direction régionale du groupe La Poste et des espaces de coworking.